# 大亞布倫卡
51°13′8″N 25°32′43″E / 51.21889°N 25.54528°E
大亞布倫卡（烏克蘭語：Велика Яблунька）是烏克蘭西部的村莊，隸屬沃倫州的卡明-卡希爾斯基區。該村始建於1867年，面積0.98平方公里，海拔高度176米，2001年人口738，人口密度每平方公里753.06人。